# Stiefing
Stiefing är ett vattendrag i Österrike.   Det ligger i förbundslandet Steiermark, i den östra delen av landet, 160 km söder om huvudstaden Wien.
I omgivningarna runt Stiefing växer i huvudsak blandskog. Runt Stiefing är det ganska tätbefolkat, med 96 invånare per kvadratkilometer.